# Skänninge
Skänninge (ouça a pronúncia) é uma cidade sueca na província histórica da Östergötland, localizada a 7 km a norte da cidade de Mjölby. Tem 3 363 habitantes (2018), e fica no município de Mjölby.
Skänninge é uma das cidades mais antigas da Suécia. Floresceu nos séculos XIII e XIV, quando comerciantes alemães aí se estabeleceram e vários conventos e igrejas foram edificados. No século XV, Skänninge foi ultrapassada em importância pela vizinha Vadstena.